# Wolf H. Halsti
Wolfgang (Wolf) Hallstén Halsti (till 1936 Hagman), född 13 oktober 1905 i Helsingfors, död där 29 juli 1985, var en finländsk militär och skriftställare. 
Halsti, som var son till affärsman Hugo William Ossian Hagman och Olga Wilhelmina Jungclaus, blev student 1923, genomgick Kadettskolan 1926–1928 och Krigshögskolan 1933–1935. Han blev reservfänrik 1925, fänrik 1928, löjtnant 1929, kapten 1935, generalstabsofficer 1936, major 1940, överstelöjtnant 1942 och överste i reserven 1965. Han var kompaniofficer och adjutant 1928–1935, byråofficer vid generalstaben och försvarsministeriet 1935–1939, avdelningschef vid femte divisionen 1939–1940, vid Helsingfors militärläns stab 1940–1941, tolfte divisionen 1941, Division J. 1941, III armékåren 1942–1943, stabschef vid tredje divisionen 1944 och kommendör för Infanteriregemente 11 (JR 11) 1944–1945. Han var överinspektör vid livbolaget Suomi 1945–1950, utbildningsledare 1950–1957 och direktör för Pensions-Varma, ömsesidigt försäkringsbolag 1957–1970. Han var lärare i taktik vid Krigshögskolan och Skolan för officerare av underhållsväsendet 1935–1939. Han var president för Lions Club i Munksnäs 1957–1958, medlem av Paasikivi-samfundets delegation och arbetsutskott från 1958 och samfundets ordförande 1961–1964.
Halsti dokumenterade sig tidigt som en skarpsynt militär analytiker, bland annat i boken Suomen puolustaminen (1939), där han förespråkade ett hänsynstagande till geopolitiska realiteter. Han var under största delen av kriget stabsofficer och förde hösten 1944 befälet över det regemente som först landsteg vid Torneå i Lapplandskrigets inledningsskede, för vilket han tilldelades Mannerheimkorset. Han förfäktade sin uppfattning om nödvändigheten av realism i förhållandet till Sovjetunionen bland annat i det 1969 publicerade verket Me, Venäjä ja muut. Han utgav dessutom bland annat det krigshistoriska arbetet Suomen sota (tre band, 1955–1957), memoarer (tre band, 1973–1975) och framtidsvisionen Euroopan kriisi 1987 (1979). Han blev politices hedersdoktor 1976.